# Peleteria albuquerquei
Peleteria albuquerquei là một loài ruồi trong họ Tachinidae.